# Nowa Kuźnia (powiat bolesławiecki)
Nowa Kuźnia – wieś w Polsce położona w województwie dolnośląskim, w powiecie bolesławieckim, w gminie Gromadka.
Południowa część Nowej Kuźni stanowiła dawniej odrębną wieś Nowe Kuźnice. Zarówno Nowe Kuźnice jak i Nowa Kuźnia stanowiły dwie odrębne gromady: Nowe Kuźnice w gminie Gromadka w  powiecie bolesławieckim, a Nowa Kuźnia w gminie Chocianowiec w powiecie lubińskim. Jesienią 1954 Nową Kuźnię włączono do powiatu bolesławieckiego, gdzie wraz z Nowymi Kuźnicami weszła w skład nowo utworzonej gromady Wierzbowa. Następnie obie miejscowości połączono, a w latach 1970. nazwa Nowe Kuźnice już nie występuje, stanowiąc część Nowej Kuźni.

## Podział administracyjny
W latach 1975–1998 miejscowość należała administracyjnie do województwa legnickiego. Zaś, uprzednio w latach 1954–1972, wieś należała do gromady Wierzbowa, w ówczesnym województwie wrocławskim.

## Zabytki
- Wieża widokowa na Wzgórzu Fryderyki 165 m n.p.m.[7] (niem. Aussichtsturm auf der Friederikenhöhe)[8] położona w lesie około 3 km na wschód wsi. Wieża została wbudowana w stylu neogotyckim w XIX w. na cześć hrabiny Friederike von Reichenbach-Goschütz (1740–1814)[9], matki Wilhelma Augusta zu Dohna-Schlodien[10] (1769–1837)[11].

## Żwirownia
We wsi znajdują się znaczne złoża pospółki (żwirownia), które są eksploatowane od roku 1961.